# Коцюбинское
Коцюби́нское (укр. Коцюбинське) — посёлок в Бучанском районе Киевской области Украины. Образует Коцюбинскую поселковую общину.
Город со всех сторон окружён территорией Киева.
Население — 13,9 тысяч жителей (2001). Основан в 1900 году.

## История
Посёлок Коцюбинское как населённый пункт возник в 1900 году. В то время данный населённый пункт носил имя хутор Берковец. На хуторе был один двор, в котором проживало две семьи лесников. У них было две десятины (1,1 га) земли. Хутор принадлежал Киево-Подольскому управлению государственного имущества. Одна из легенд о происхождении названия хутора гласит, что название «Берковец» произошло от слова «бирка» — деревянная посудина, в которой хранили мед диких пчел. Другая версия указывает на то, что это название города произошло от фамилии первого поселенца.
Посёлок находится неподалёку от исторической местности Беличи. Ещё одна версия о название города гласит, что задолго до отмены крепостного права в лесах под Киевом прятались беглые крепостные, которые жили в землянках и куренях. Отсюда, возможно, произошло название города «Бегличи», которая со временем трансформировалась в «Беличи».
Известно также, что раньше в лесах вокруг Киева было много белок. Нельзя исключать, что именно этот факт послужил для возникновения топонима «Беличи». Поэтому на современном гербе города и изображена белка, которая держит в лапках сосновую шишку.
В 1897 году началось строительство железной дороги Киев — Ковель, которое завершилось в 1903 году. Одновременно в окрестностях железной дороги началось строительство поселков, сел и полустанков. В 1903 году вблизи хутора Берковец был сооружён железнодорожный полустанок, который вскоре стал станцией Беличи. В пяти километрах от станции находился город Беличи, который возник ещё в XII веке. Принято считать, что название новой станции происходит от названия этого посёлка.
Неподалёку от станции была построена шпалорезка, на которой изготовляли и покрывали креозотом шпалы для железной дороги, используя местные материалы. Ныне на этом месте расположена мебельная фабрика. Первыми жителями хутора были немцы — Гибнер, Вернер, Вицке, Рац, Шульц. Они селились в районе современного Гуманитарного лицея. Со временем в районе нынешних улиц Фрунзе, 8-го Марта, Артема поселились и семьи украинцев — Рог, Маслюк, Боримский, Игнатенко, Фузик, Дратованый, Утка.
Указом Президиума Верховного Совета Украинской ССР от 11 февраля 1941 года отнесен к разряду поселков городского типа населённый пункт Берковец, Киевского района Киевской области, с присвоением ему имени Коцюбинского. В состав города включена железнодорожная станция Беличи.
20 октября 2021 года Бучанский районный совет решил расширить территорию Коцюбинского с 87 га до 2957,9273 га. Тем самым совет отказался принимать текущие границы Киева от 12 декабря 2019 года. 7 декабря 2021 года, Окружной административный суд города Киева приостановил действие решения Бучанского районного совета, тем самым он заставил Коцюбинское вернуть территории Беличанского леса до 7 марта 2022 года.

## Население
На 1 января 2013 года численность населения составляла 15 263 человека.

### Языковой состав
Родной язык населения по данным переписи 2001 года:
| Язык       | Численность, чел. | Доля     |
| ---------- | ----------------- | -------- |
| Украинский | 13 050            | 93,66 %  |
| Русский    | 830               | 5,96 %   |
| Другое     | 54                | 0,38 %   |
| Итого      | 13 934            | 100,00 % |

## Предприятия и учреждения
- Ирпенский исправительный центр № 132[7]
- Жилой комплекс «Коцюбинский»[8]
- Жилой комплекс «Атлант»[9]